# Joseph MacRory

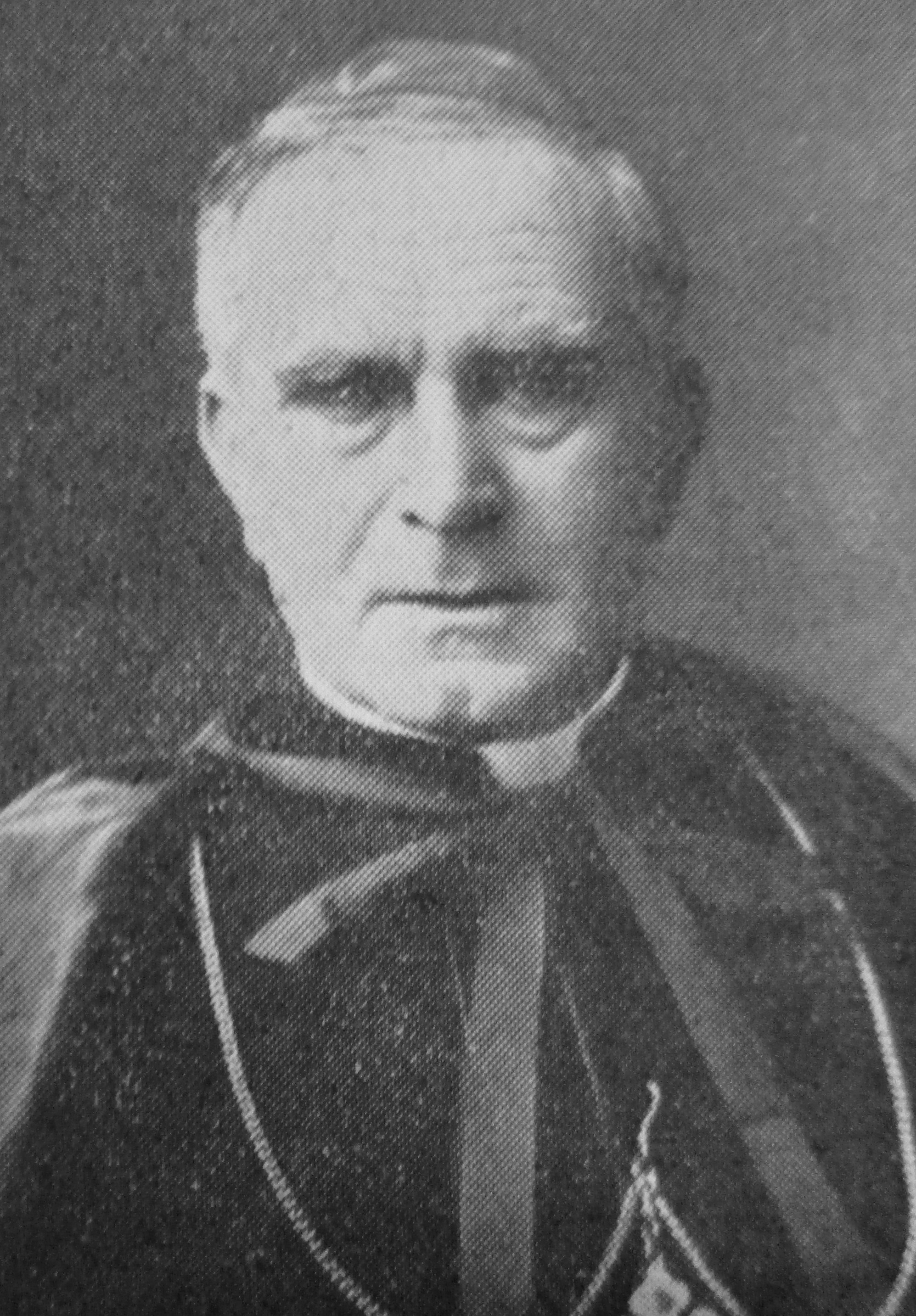
Joseph Kardinal MacRory (1939)

Joseph Kardinal MacRory (* 19. März 1861 in Ballygawley, County Tyrone; † 13. Oktober 1945 in Armagh) war ein irischer Bischof der Römisch-katholischen Kirche.

## Leben
Joseph MacRory, eines der zehn Kinder des Landwirts Francis MacRory und seiner Frau Rose Montague, studierte am St. Patrick’s College in Armagh und am St. Patrick’s College in Maynooth. Am 13. September 1885 empfing er das Sakrament der Priesterweihe. Von 1886 bis 1887 leitete er als Präsident die Akademie Dungannon. Danach lehrte MacRory Exegese und Theologie am Oscott College in Birmingham bis zur Ernennung zum Professor für Exegese und Orientalische Sprachen an seiner Alma Mater, dem Maynooth College 1889, an dem er 1912 Vizepräsident wurde. 1906 gründete MacRory mit anderen die Irish Theological Quarterly.
Papst Benedikt XV. ernannte ihn am 9. August 1915 zum Bischof von Down and Connor. Die Bischofsweihe spendete ihm am 14. November desselben Jahres der Erzbischof von Armagh Michael Kardinal Logue; Mitkonsekratoren waren Patrick Joseph O’Donnell, Bischof von Raphoe, und Joseph Hoare, Bischof von Ardagh und Clonmacnois. Sein bischöflicher Wahlspruch war: “Fortes in fide” (1 Petr 5,9 , deutsch: „Stark im Glauben“). Während der Unruhen in Belfast von 1920 bis 1922 mit knapp 500 Toten avancierte MacRory zum „Beschützer“ der katholischen Minderheit der Stadt. Dabei nahm er eine durchaus politische Rolle ein und half beispielsweise bei der Organisation des Boykotts Belfaster Firmen durch irische Nationalisten. Nach der Unterzeichnung des Anglo-Irischen Vertrags unterstützte MacRory den Flügel der Vertragsbefürworter in Sinn Féin um Michael Collins.
Die Nachfolge von Patrick Joseph O’Donnell nach dessen Tod als Erzbischof von Armagh und Primas von ganz Irland trat er am 22. Juni 1928 an. Am 16. Dezember 1929 nahm ihn Pius XI. als Kardinalpriester mit der Titelkirche San Giovanni a Porta Latina in das Kardinalskollegium auf. Er war 1933 als Apostolischer Legat bei der Grundsteinlegung der Liverpool Metropolitan Cathedral anwesend. MacRory schlug Eoin O’Duffy vor, eine Irish Brigade zur Unterstützung der Putschisten unter General Francisco Franco im Spanischen Bürgerkrieg zu bilden. Als Kardinal nahm er am Konklave 1939 teil, das Pius XII. zum Papst wählte. MacRory war ein energischer Gegner der sozialen Ungerechtigkeit, des Protestantismus und der Teilung Irlands.
Nach einer kurzen Krankheit starb der Kardinal im Alter von 84 Jahren am 13. Oktober 1945 nach einem Herzinfarkt in Ara Coeli, der erzbischöflichen Residenz in Armagh. Er ist auf dem St. Patrick’s Cathedral Friedhof in derselben Stadt begraben.